# Дарганів
Дарганів (рос. Дарганов) — хутір у Котельніковському районі Волгоградської області Російської Федерації.
Населення становить 151 особу. Входить до складу муніципального утворення Випасновське сільське поселення.

## Історія
Хутір розташований у межах українського історичного та культурного регіону Жовтий Клин.
Згідно із законом від 14 березня 2005 року № 1028-ОД органом місцевого самоврядування є Випасновське сільське поселення.

## Населення
| 2010 |
| ---- |
| 151  |